# كوينا
الاسم بالعربية: كوينا
الاسم بالإنجليزية: kuina
الاسم باليابانية: な くい:
أول ظهور في الأنمي: الفصل الــ 5، الحلقة الـــ2
المهنة: متدربة - مبارزة.

## نبذه
صديقة رورونوا زورو في طفولته
و أيضا ابنة koshiro
كانت هي السبب في تطور مهارات زورو
و أحد سيوف زورو كان لها (السيف الأبيض)
صديقة رورونوا زورو في مسلسل ون بيس

## قصة كوينا
قبل إثني عشرة سنة
جاء رورونوا زورو إلى الجودو وقام بتحديهم وقال ان هزمتموني سأدخل في نادي الجودو
فجاء المدرب بأبنته كوينا وقامت بهزم زورو امام الجميع
فدخل زورو بالجودو
وكان يتدرب كثيراً لأجل ان يهزمها وهي أيضاً اصحبت تتدرب لكيلا تنهزم امامه
قاتل زورو كوينا بانتظام
و بعد 2000 معركة وجد أنه لا يمكن هزيمتها
تحدى زورو كوينا بالسيوف الحقيقية ولكن لم يستطع هزيمتها
لأنها تعتقد أن الأولاد يكبرون ليصبحوا أقوى من الفتيات
اكتشفت كوينا أنه لا فائدة من الفرح عند الفوز على زورو
لأنه سوف يكون أقوى منها
و قد لاحظت أنه بعد فترة قصيرة
سيصل زورو إلى مهارتها
و في آخر مبارزة بينها وبين زورو
هزمته بسهولة ولكنها كانت في قمة اليأس
لأنها عندما تكبر ستكون ضعيفة أما زورو فسيزداد قوة ومهارة
قالت (أنت محظوظ لانك صبي)
لكن زورو صرخ في وجهها وقال لها
ليس المهم أن تكوني صبيا أو فتاة... عليك ألا تفقدي عزيمتك 
ثم قطعا وعداً ان يصبح أحدهما أقوى سياف في العالم
لكنها توفيت في صباح اليوم التالي فذهب زورو إلى أبيها وطلب منه ان يعطيه سيفها فوافق

## مكانتها لدى زورو
زورو اقسم بعد مماتها ان يحقق حلميهما وهو يحبها كثيراً
ويحتفظ بسيفها كأهم شيء يملكه في حياته وبعد أن أصبح عمر زورو 19 عاماً يرى فتاة تشبهها كثيراً واسمها تاشيغي
فلما علمت بانه قرصان اقسمت بهزمه واخذ السيف العظيم لانه من سلاله سيوف جيده وانه شرير ولا يستحق مثل هذا السيف
فقام بهزمها بسهوله ولكنه لم يقتلها لانها تشبه صديقته كوينا